# 克里斯·萬多洛斯基
克里斯·萬多洛斯基（英語：Chris Wondolowski；1983年1月28日—）是美國的一位足球運動員，在場上的位置是前鋒。在2010至12賽季，他是大聯盟的射手王。。萬多洛斯基是大聯盟史上進球最多的球員。他也是美國國家足球隊的一員並且入選參加2014年世界杯足球賽。

## 国际生涯

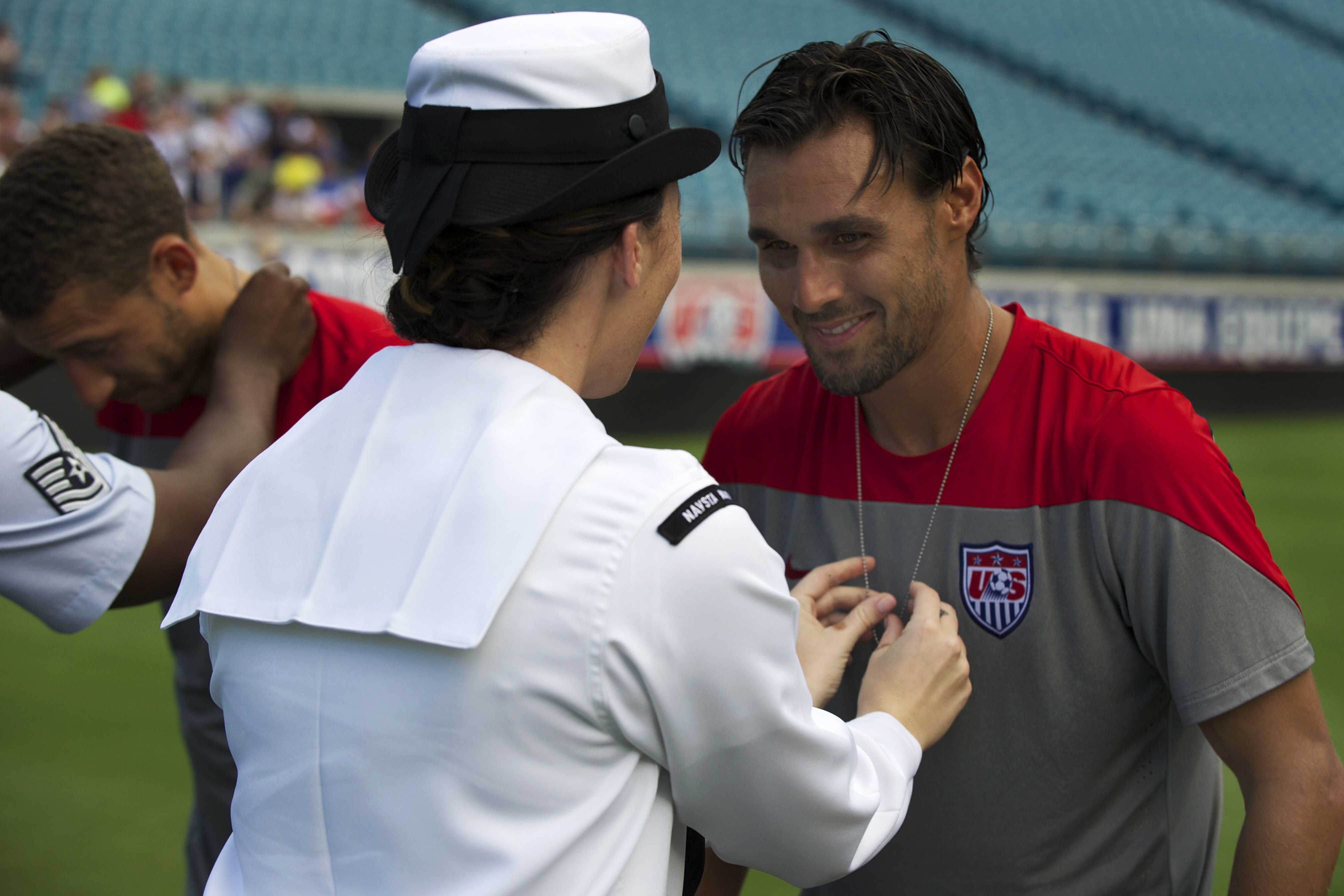
2014年六月，万多洛斯基在与美国海军的仪式上。

在2010赛季成功效力地震队并赢得2010年美国职业足球大联盟金靴奖之后，万多洛斯基被召入美国男子国家足球队的冬季训练营。在为期三周的训练营结束后，他于2011年1月22日在加利福尼亚州卡森的家得宝中心与智利进行的友谊赛中首次代表国家队亮相。
2011年5月23日，万多洛斯基入选美国队参加2011年北中美洲及加勒比足球联盟金杯赛。
2012年，万多洛斯基入选美国队的最初27人名单，参加三场友谊赛和美国队前两场世界杯预选赛。万多洛斯基进入了23人名单，但仅在与加拿大的友谊赛中替补出场，比赛以0-0平局结束。
2013年7月5日，万多洛斯基在与危地马拉的比赛中打进了他的首个国际进球，比赛在加利福尼亚州圣地亚哥的高通体育场举行。四天后，他在俄勒冈州波特兰的杰尔德文球场对阵伯利兹的比赛中上半场打进了一记帽子戏法，身穿一件印有“万多洛斯基”名字拼写错误的球衣。他在对阵古巴的比赛中继续进球，打进一记梅开二度，比赛在犹他州桑迪的里奥·廷托体育场进行。2014年2月1日，万多洛斯基在与韩国的比赛中再进两球，比赛在加利福尼亚州卡森的斯塔布哈布中心进行。
自从金杯赛之后，万多洛斯基在代表国家队比赛时会在球衣内部多出一个字母“W”。这一情况发生在他在比赛中打进伯利兹的帽子戏法后，因为球衣上多了一个多余的W。
2017年，他入选了2017年北中美洲及加勒比足球联盟金杯赛初步的40人名单，但在比赛期间未被召入国家队。 2017年8月27日，他入选了26人名单，参加于9月2日对阵哥斯达黎加和9月5日对阵洪都拉斯的2018年国际足联世界杯预选赛。

### 2014 FIFA世界杯
万多洛斯基被选为最终23名代表美国参加2014 FIFA世界杯的球员之一。 2014年6月22日，万多洛斯基在对阵葡萄牙的G组比赛中在第87分钟替补上场，代替Clint Dempsey。 7月1日，他在对阵比利时的16强淘汰赛中在第72分钟替补上场，代替Graham Zusi。在正常比赛时间的最后几分钟，比赛仍然0-0平局， 万多洛斯基未能将他的射门送入球门，比利时在加时赛中获胜。万多洛斯基对错失的机会表示：“我为让大家失望感到非常难过，尤其是我的队友们。” 在加时赛中，万多洛斯基几乎创造了扳平比分的机会，但被队友克林特·登普西错失良机。

### 2016 美洲杯特别版
万多洛斯基被选为最终23名代表美国参加美洲杯特别版的球员之一。

## 个人生活
克里斯是职业足球运动员斯蒂芬·沃多洛夫斯基的兄弟。他通过母亲（詹尼斯·霍伊特）半血统美洲原住民后裔，母亲出生在基奥瓦部落，克里斯自己也是该部落的成员。 他的部落名字Bau Daigh，发音为“Bowe Dye”，意为“从山丘上走来的战士”。 他的祖父从华沙，波兰来到美国时年仅七岁，与家人一起来到美国。 他于2009年与妻子琳赛结婚， 他们的女儿Emersyn于2013年12月23日出生。 他们的第二个女儿Brynlee于2016年3月10日出生。
2013年，万多洛斯基入选了第二级别的40周年致敬团队，以表彰他在奇科州立大学度过的时光。